# Лазарев, Михаил Павлович
Михаил Павлович Лазарев (29 мая 1938 — 10 августа 2023) — советский и российский искусствовед, специалист в области русского искусства XX века, член-корреспондент Российской академии художеств (2013). Заслуженный деятель искусств Российской Федерации (1998).

## Биография
Родился 29 мая 1938 года, жил и работал в Москве.
В 1967 году окончил отделение искусствоведения МГУ.
Член Московского союза художников, член Ассоциации искусствоведов (АИС), наряду с А. И. Морозовым стоял у истоков основания АИС.
Работал заведующий Отделом художественной критики и искусства Новейшего времени НИИ теории и истории изобразительных искусств при РАХ, заведующим отделом пропаганды и выставок Правления Союза художников СССР.
Являлся главным редактором журнала «Искусство».
Четыре срока подряд избирался председателем секции искусствоведения МСХ.
В 2013 году избран членом-корреспондентом Российской академии художеств от Отделения искусствознания и художественной критики.
Умер 10 августа 2023 года в возрасте 85 лет.

## Научная и творческая деятельность
Монографии, научные труды
- фундаментальная монография о Д. П. Штеренберге, а также статьи в научных сборниках;
- грант Президента Российской Федерации 2003 года на создание архива воспоминаний выдающихся деятелей отечественного изобразительного искусства[2]
- множество монографических статей об искусстве современных российских художников и художников бывших союзных республик.

Избранные публикации
- Дмитрий Бисти. М., «СХ» (1978)
- Рудольф Хачатрян. М., «Изобразительное искусство» (1986)
- Давид Штеренберг. М., «Галактика» (1992)
- Олег Савостюк. М., «Галарт» (1993)
- Андрей Поздеев. «Сити» (1999)
- Статья в каталоге-альбоме Бориса Мессерера. М. (2000)
- Журнал «Искусство» за 70 лет. «Искусство» № 2, 2003
- Живопись Юрия Копейко. «Наше наследие», № 4, 2003
- Искусство Ирины Старженецкой. ГТГ (2003)

Кураторские проекты, выставки
- Выставки в галерее «Интерколор» (1990-е годы)
- «Искусствоведы — художники», М., ЦДХ (2001)
- «Арт-салон-2002», Центральный дом художника (2002)
- «Арт-салон-2003», Центральный дом художника (2003)

## Награды
- Заслуженный деятель искусств Российской Федерации (1998)[3]
- Нагрудный знак «За заслуги перед польской культурой»